# Temnora curvilimes
Temnora curvilimes är en fjärilsart som beskrevs av Erich Martin Hering 1927. Temnora curvilimes ingår i släktet Temnora och familjen svärmare. Inga underarter finns listade i Catalogue of Life.